# Come By Chance-estuarium
Het Come By Chance-estuarium is een estuarium van 65 ha in de Canadese provincie Newfoundland en Labrador. Het bevindt zich in het oosten van het eiland Newfoundland.

## Geografie
Het Come By Chance-estuarium sluit aan op het meest noordelijke gedeelte van Come By Chance, een noordelijke zijbaai van de grote Placentia Bay. Het 0,65 km² metende estuarium is langs zijn noord-zuidas 1,6 km lang en heeft een maximale breedte van 800 m. Het wordt in het noorden aangevuld door de Come By Chance River en mondt zelf in zee uit via een smalle watergang genaamd Come By Chance Gut.
Het estuarium vormt de noordwestelijke geografische grens van de Landengte van Avalon. Het ligt volledig op het grondgebied van de gemeente Come By Chance, waarvan de dorpskern rijkt tot aan de noordoostelijke oever.

## Natuur
Het estuarium vormt tezamen met Gilbert's Pond en de benedenloop van de Come By Chance River een natuurgebied van 190 ha. Het gebied is sinds 1995 beschermd door een samenwerking tussen het gemeentebestuur en de provincie Newfoundland en Labrador.
Het drasland is een belangrijk leefgebied voor een verscheidenheid aan watervogelsoorten, waaronder de Amerikaanse zwarte eend, de Amerikaanse wintertaling en de Canadese gans.